# Elezioni generali a Taiwan del 2016
Le elezioni generali a Taiwan del 2016 si tennero il 16 gennaio per l'elezione del Presidente e dei membri del Parlamento.

## Risultati

### Elezioni presidenziali
| Candidati    | Partiti                          | Voti       | %     |
| ------------ | -------------------------------- | ---------- | ----- |
| Tsai Ing-wen | Partito Progressista Democratico | 6 894 744  | 56,12 |
| Eric Chu     | Kuomintang                       | 3 813 365  | 31,04 |
| James Soong  | Qinmindang                       | 1 576 861  | 12,84 |
| Totale       | Totale                           | 12 284 970 | 100   |

### Elezioni parlamentari
| Liste                                                | Nazionale  | Nazionale | Nazionale | Collegi    | Collegi | Collegi | Totale seggi |
| Liste                                                | Voti       | %         | Seggi     | Voti       | %       | Seggi   | Totale seggi |
| ---------------------------------------------------- | ---------- | --------- | --------- | ---------- | ------- | ------- | ------------ |
| Partito Progressista Democratico                     | 5 370 953  | 44,06     | 18        | 5 416 683  | 44,59   | 50      | 68           |
| Kuomintang                                           | 3 280 949  | 26,91     | 11        | 4 724 394  | 38,89   | 24      | 35           |
| Qinmindang                                           | 794 838    | 6,52      | 3         | 156 212    | 1,29    | -       | 3            |
| Partito del Nuovo Potere                             | 744 315    | 6,11      | 2         | 351 244    | 2,89    | 3       | 5            |
| Nuovo Partito                                        | 510 074    | 4,18      | -         | 75 372     | 0,62    | -       | -            |
| Coalizione Verde - Socialdemocratica                 | 308 106    | 2,53      | -         | 203 658    | 1,68    | -       | -            |
| Unione della Solidarietà di Taiwan                   | 305 675    | 2,51      | -         | 97 765     | 0,80    | -       | -            |
| Lega Fede e Speranza                                 | 206 629    | 1,70      | -         | 71 101     | 0,59    | -       | -            |
| Minkuotang                                           | 197 627    | 1,62      | -         | 195 140    | 1,61    | -       | -            |
| Alleanza dei Militari, dei Civili e degli Insegnanti | 87 213     | 0,72      | -         | 17 718     | 0,15    | -       | -            |
| Unione Apartitica di Solidarietà                     | 77 672     | 0,64      | -         | 27 690     | 0,23    | 1       | 1            |
| Partito degli Alberi                                 | 77 174     | 0,63      | -         | 30 224     | 0,25    | -       | -            |
| Partito della Promozione dell'Unificazione Cinese    | 56 347     | 0,46      | -         | 18 812     | 0,15    | -       | -            |
| Alleanza del Servizio Sanitario Nazionale            | 51 024     | 0,42      | -         | 12 429     | 0,10    | -       | -            |
| Partito Taiwan Libero                                | 47 988     | 0,39      | -         | 18 495     | 0,15    | -       | -            |
| Alleanza Colomba Pace                                | 30 617     | 0,25      | -         | 10 318     | 0,08    | -       | -            |
| Partito dell'Indipendenza di Taiwan                  | 27 496     | 0,23      | -         | 7 809      | 0,06    | -       | -            |
| Convenzioni Costituzionali di Taiwan                 | 15 442     | 0,13      | -         | 13 518     | 0,11    | -       | -            |
| Altri                                                | 0          | 0,00      | -         | 31 693     | 0,26    | -       | -            |
| Indipendenti                                         | 0          | 0,00      | -         | 668 446    | 5,50    | 1       | 1            |
| Totale                                               | 12 190 139 | 100       | 34        | 12 148 721 | 100     | 79      | 113          |